# Obaga de la Borda

L'Obaga de la Borda, respecte del terme d'Abella de la Conca

L'Obaga de la Borda, és una obaga del terme municipal d'Abella de la Conca, a la comarca del Pallars Jussà, en territori del poble de la Rua.
Està situada al sud de Faidella, al sud-est del Tros del Boix, a ponent de Can Miquel de la Borda i al nord de les Solanes.

## Etimologia
Com molts altres, aquest topònim és romànic i de caràcter descriptiu. Es refereix a una obaga on hi havia una borda. Es refereix a l'actual masia de Can Miquel de la Borda, que anteriorment fou una construcció d'habitatge tan sols estacional.